# Johannes Lindeboom

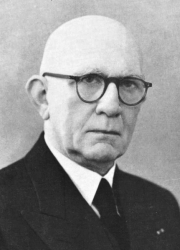
Johannes Lindeboom

Johannes Lindeboom (Deventer, 26 augustus 1882 – Weesp, 13 januari 1958) was een Nederlands theoloog, kerkhistoricus, hoogleraar en rector magnificus van de Rijksuniversiteit Groningen.

## Levensloop
Johannes Lindeboom werd in 1882 geboren te Deventer, in een niet-gereformeerd gezin (zijn vader was zelfs vrijmetselaar). Zijn vader, Lucas Jochem Lindeboom, was een wiskundeleraar, getrouwd met Jacoba Gravendahl. In 1890 verhuisde het gezin Lindeboom naar Amsterdam. Hij legde er zijn eindexamen af in juni 1900. Naarmate Lindeboom ouder werd voelde hij zich steeds meer aangetrokken tot de theologie, een interesse die hij besloot eer aan te doen door theologie te gaan studeren aan de Rijksuniversiteit  Leiden. Acht jaar later trad hij in het huwelijk met Gijsbertha Maria Adriani, met wie hij een zoon en een dochter kreeg. Na zijn studie ging Lindeboom aan de slag als predikant in achtereenvolgens Berkhout (1911-1913) en Veendam (1913-1914).

## Academische loopbaan
In 1906 legde Lindeboom diens doctoraalexamen af. Enkele jaren later, in juni 1909, verdedigde hij in Leiden zijn proefschrift, getiteld Erasmus. Onderzoek naar zijne theologie en zijn godsdienstig gemoedsbestaan waarmee hij cum laude tot doctor in de theologie promoveerde onder Fredrik Pijper. Lindeboom was amper een tweetal jaar als gereformeerd predikant actief toen hem een leerstoel kerk- en dogmengeschiedenis aangeboden werd door de Rijksuniversiteit Groningen. Van 1914 tot 1918 doceerde hij er ook ethiek. Tussen 1927 en '28 bekleedde Lindeboom het ambt van rector. De intussen eminente kerkhistoricus nam afscheid van de Rijksuniversiteit Groningen op 28 mei 1952.
Een thematiek die Lindeboom steevast aansneed in zijn werk was de wisselwerking tussen geloof en rede, maar ook die tussen het Christendom en cultuur. Anderzijds was hij sterk geboeid door de rol voorbehouden voor marginalen in de kerkelijke samenleving, het functioneren van ketters en anderen die buiten de lijntjes kleurden. Zijn interesse ging voornamelijk uit naar de Reformatie, het humanisme en de vroegmoderne tijd. Zeker Erasmus, aan wie hij zijn dissertatie wijdde, is hem "zijn leven lang blijven boeien".

## Lidmaatschappen en benoemingen
- American Mediaeval Society
- Commissie van beheer van het Groningsch Universiteitsfonds, als secretaris en later voorzitter
- Commissie voor Godsdienstonderwijs van de Nederlandse Protestanten Bond, als secretaris
- Edwina van Heek-Stichting te Enschede, als regent
- Gustaaf Adolf-vereniging, als voorzitter
- Haags Genootschap, als bestuurslid
- Koninklijke Nederlandse Akademie van Wetenschappen
- Nederlands Archief voor Kerkgeschiedenis
- Nieuwe Rotterdamsche Courant, als medewerker rubriek "Kerknieuws"
- Provinciale Groningse Archeologische Commissie
- Sint Anthonygasthuis, als voogd
- Vereniging van Vrijzinnig Hervormden in Groningen, als voorzitter
- Vergadering van Moderne Theologen
- Volkspartij voor Vrijheid en Democratie

## Publicaties
- Het bijbels humanisme in Nederland: Erasmus en de vroege reformatie. Leiden: Adriani, 1913. [ook: Leeuwarden : Dykstra, 1983]
- "Thomas More en zijn Utopia." In: Onze eeuw, 20 (1920), pp. 224-242. DNBL
- "De geest van het kapitalisme." In: Onze eeuw, 22 (1922), pp. 306-343. DBNL
- De psychologische beteekenis der richtingsverschillen. Baarn: Hollandia, 1924.
- Christologie en kerk, Assen, 1927.
- Stiefkinderen van het christendom. 's-Gravenhage; Martinus Nijhoff, 1929.
- Het ontstaan van het neo-protestantisme (tot Lessing), Huis ter Heide : Uitgeversmaatschappij "De wachttoren", 1929.
- Geschiedenis van het vrijzinnig protestantisme(3 delen), Huis ter Heide : De Wachttoren, 1929-1933.
- Geschiedenis van het christendom na het grote schisma. 11e-19e eeuw, Amsterdam : Meulenhoff, 1930.
- De confessioneele ontwikkeling der reformatie in de Nederlanden. 's-Gravenhage: Martinus Nijfhoff, 1946.
- Bakhuizen van den Brink, Jan Nicolaas en Johannes Lindeboom. Handboek der kerkgeschiedenis. 's-Gravenhage: Daamen, 1942-1946.
- Reitsma, Johannes en Johannes Lindeboom. Geschiedenis van de Hervorming en de Hervormde Kerk der Nederlanden. 's-Gravenhage: Martinus Nijhoff, 1949. (5de editie)
- De Bie, Jan Pieter, Johannes Lindeboom en Doede Nauta. Biographisch woordenboek van protestantsche godgeleerden in Nederland. Deel 6. 's-Gravenhage: Martinus Nijhoff, 1949. DBNL
- Austin Friars : geschiedenis van de Nederlandse Hervormde Gemeente te London, 1550-1950. 's-Gravenhage: Martinus Nijhoff, 1950.
- Een franc-tireur der reformatie : Sebastiaan Franck. Arnhem: Van Loghum Slaterus, 1952.
- De 'Satyres chrestiennes de la cuisine papale' en hun auteur. Amsterdam: Noord-Hollandsche Uitg. Mij., 1955.
- Wat en hoe? Kleine wenken voor productief-wetenschappelijke arbeid. Assen: Van Gorcum, 1956.
- Geschiedenis van de Barchem-beweging MCMVIII-MCMLVIII. Lochem: Barchem-Beweging, 1958.